# Annelise Raub
Annelise Raub (geb. Domnick; * 31. August 1933 in Labiau; † 4. Januar 2015 in Münster) war eine deutsche Germanistin und Literaturwissenschaftlerin. Der bildende Künstler Andreas Raub ist ihr Sohn.

## Vita
Annelise Domnick verbrachte ihre Jugend in Ostpreußen, nach der Vertreibung in Schleswig-Holstein. Nach dem Abitur folgte ein Studium der Germanistik und Literaturwissenschaft an der Christian-Albrechts-Universität zu Kiel, das sie mit einer Promotion abschloss. Danach folgte eine Ausbildung zur Bibliothekarin in Köln. Daneben war sie auch als Bildende Künstlerin tätig. Sie brachte eine Reihe von literaturwissenschaftlichen Studien zu Annette von Droste-Hülshoff und Agnes Miegel heraus.

## Schriften (Auswahl)
- Das Goethehaus in Frankfurt am Main, München 1962
- Annette von Droste-Hülshoff und ihr Kreis, Münster 1997, ISBN 3-402-06468-5
- Auf Wegen Annette von Droste-Hülshoffs zwischen Haus Rüschhaus und Burg Hülshoff, Wiesbaden 1997
- Nahezu wie Schwestern – Agnes Miegel und Annette von Droste-Hülshoff, Agnes-Miegel-Gesellschaft, 1991, ISBN 978-3-928375-10-8
- Die Burg Hülshoff, Regensburg 2003, ISBN 3-7954-4049-1
- Ein Buch zum Lobe Westfalens des alten Sachsenlandes, Münster 2002, ISBN 3-402-06043-4
- Merkwürdiges Münsterland, Illustrationen von Andreas Raub, Münster 2000, ISBN 3-402-05368-3
- Plattdeutsche Sprichwörter und Redensarten zwischen Ruhr und Lippe, Münster 1980, ISBN 3-402-06448-0

## Bilder

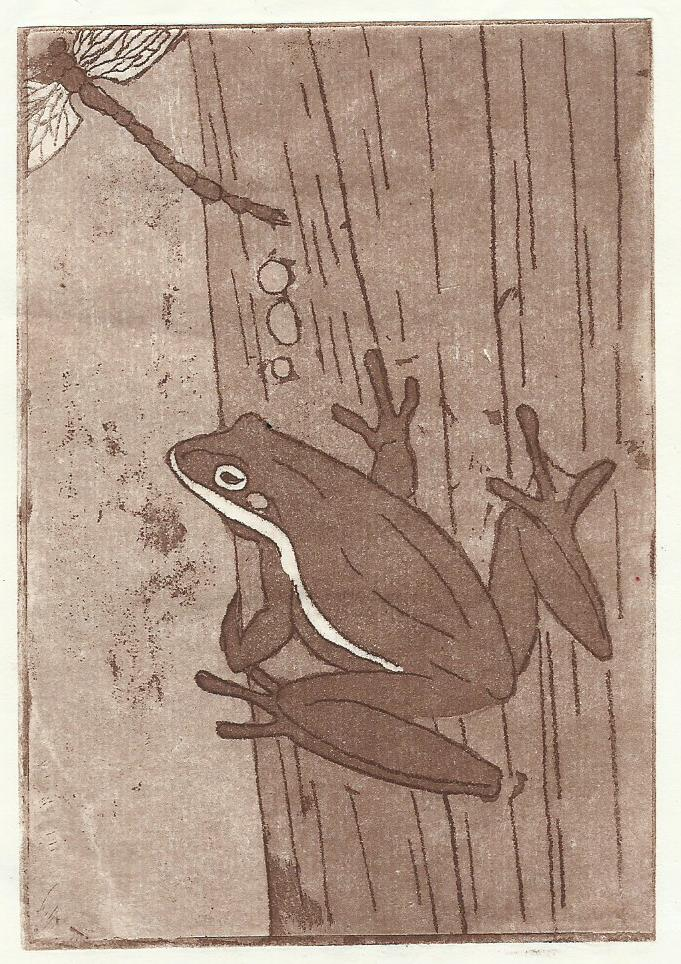
Der Frosch